# Leonardo Bistolfi

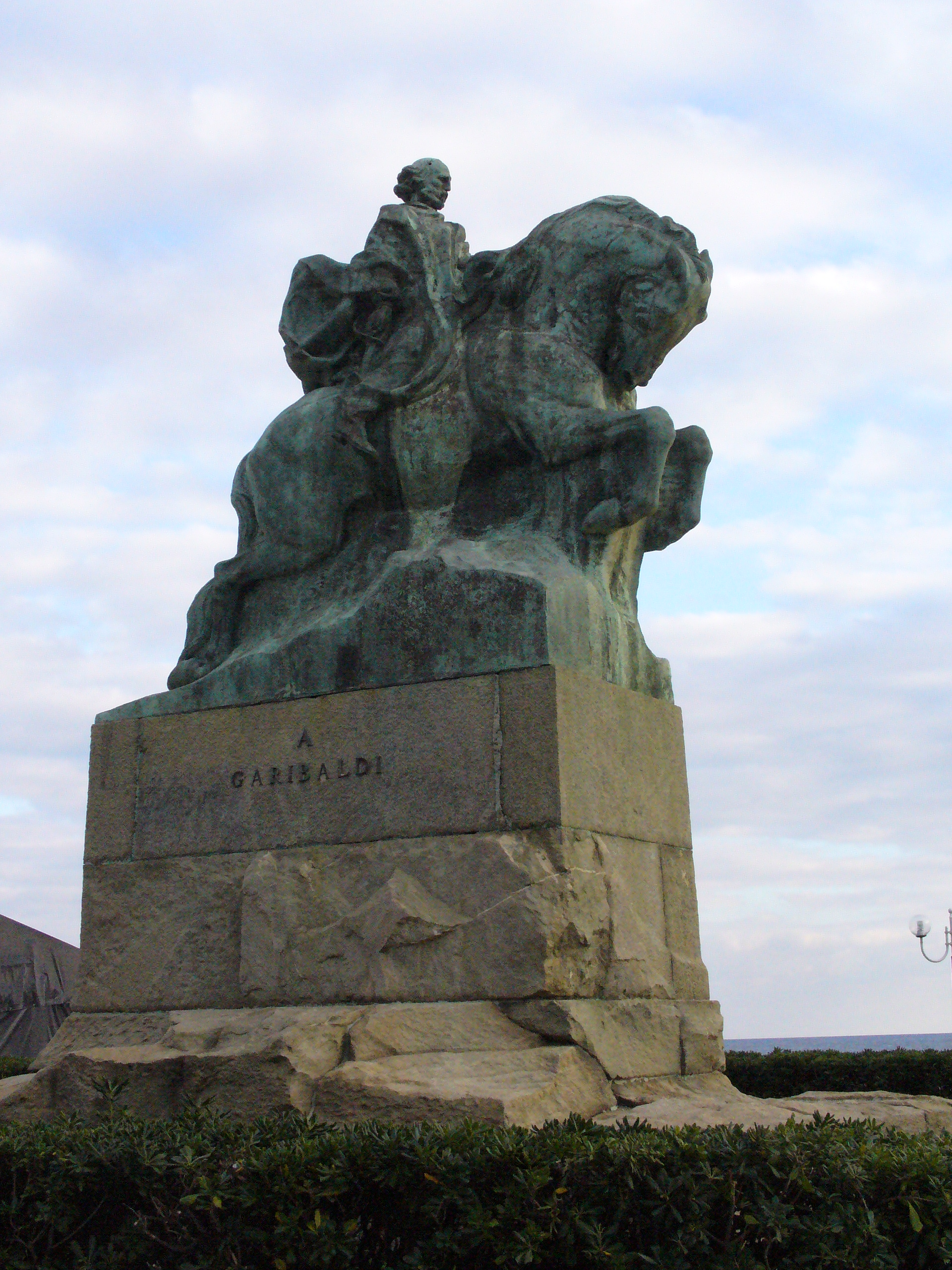
Monumento en honor de Giuseppe Garibaldi en Savona.

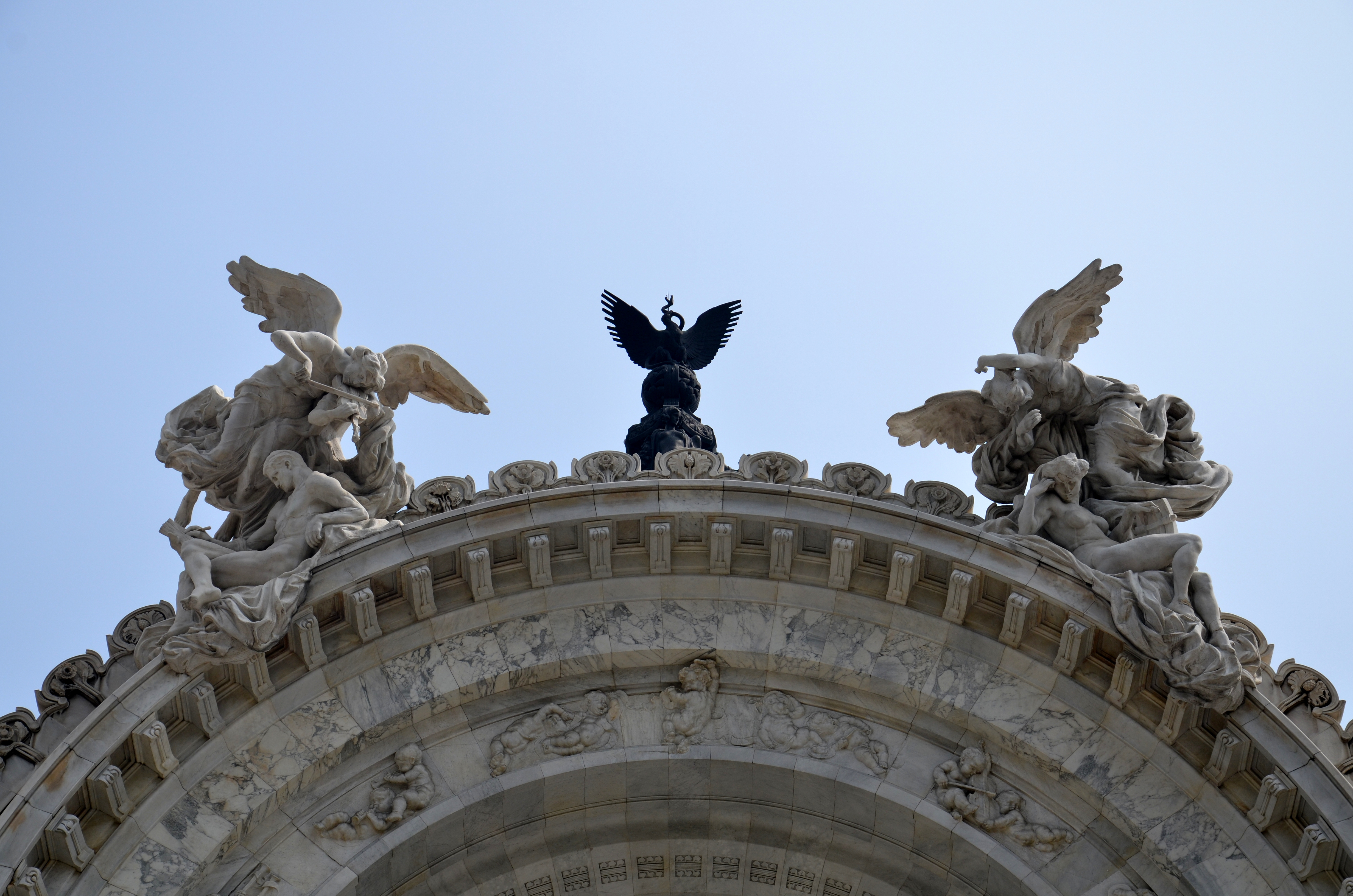
Esculturas "La música" y "El tiempo" en el tímpano de la fachada del Palacio de Bellas Artes de México.

Leonardo Bistolfi (Casale Monferrato, 15 de marzo de 1859 - La Loggia, 3 de septiembre de 1933) fue un escultor y político italiano, el principal exponente del simbolismo italiano. Fue Senador del Reino de Italia en la vigésima sexta legislatura. 

## Biografía
Hijo de Juan Bistolfi, también escultor, y Angela Amisano, gracias a una subvención del municipio, en 1876 se matriculó en la Academia de Bellas Artes de Brera  en Milán, donde tuvo como maestro A Giosué Argenti. En los últimos años, junto con el compañero de investigación y estudio de Academia de Bellas Artes de Brera Francesco Filippini está cerca de paisajismo fontanesiano. En 1880 asistió a cursos en la Accademia Albertina de Turín por Odoardo Tabacchi. En 1885 se afilió a la masonería en la Loggia «Dante Alighieri» de Turín y varias de sus obras muestran el simbolismo esotérico.
Las primeras obras (La lavandera, Puesta de sol, Anochecer, Jabalí, Los amantes, realizadas entre 1880 y 1885, influenciadas por la Scapigliatura milanesa. En 1882 creó el Ángel de la Muerte para la tumba Brayda en el Cementerio Monumental de Turín y el busto de Antonio Fontanesi (1883) para la Accademia Albertina, en dirección al simbolismo que ya no abandonará más.
Desde ese momento hasta 1914 llevó a cabo numerosos bustos, medallas y retratos de personajes famosos (Lorenzo Delleani, Urbano Rattazzi, Vittorio Emanuele II, Umberto I, Cesare Lombroso, Vittorio Sydney, Edmondo De Amicis, Emilio Treves, entre otros).
En 1888 comenzó a participar en algún concurso de monumentos conmemorativos que no consiguió ganar: el monumento a Giuseppe Garibaldi fue aprobado papa Ettore Ximenes (a pesar de esto, el boceto de Bistolfi se realizó de bronce tras una firma de algunos artistas) para el monumento ecuestre al príncipe Amadeo de Saboya, patrocinado por la ciudad de Turín, fue superado por Davide Calandra, mientras que para el monumento a la familia Cairoli en Pavía solo recibió un reconocimiento oficial. Pero su carrera no se detiene: en los años noventa fue nombrado miembro honorario de la Academia Albertina y secretario del Círculo de Artistas.

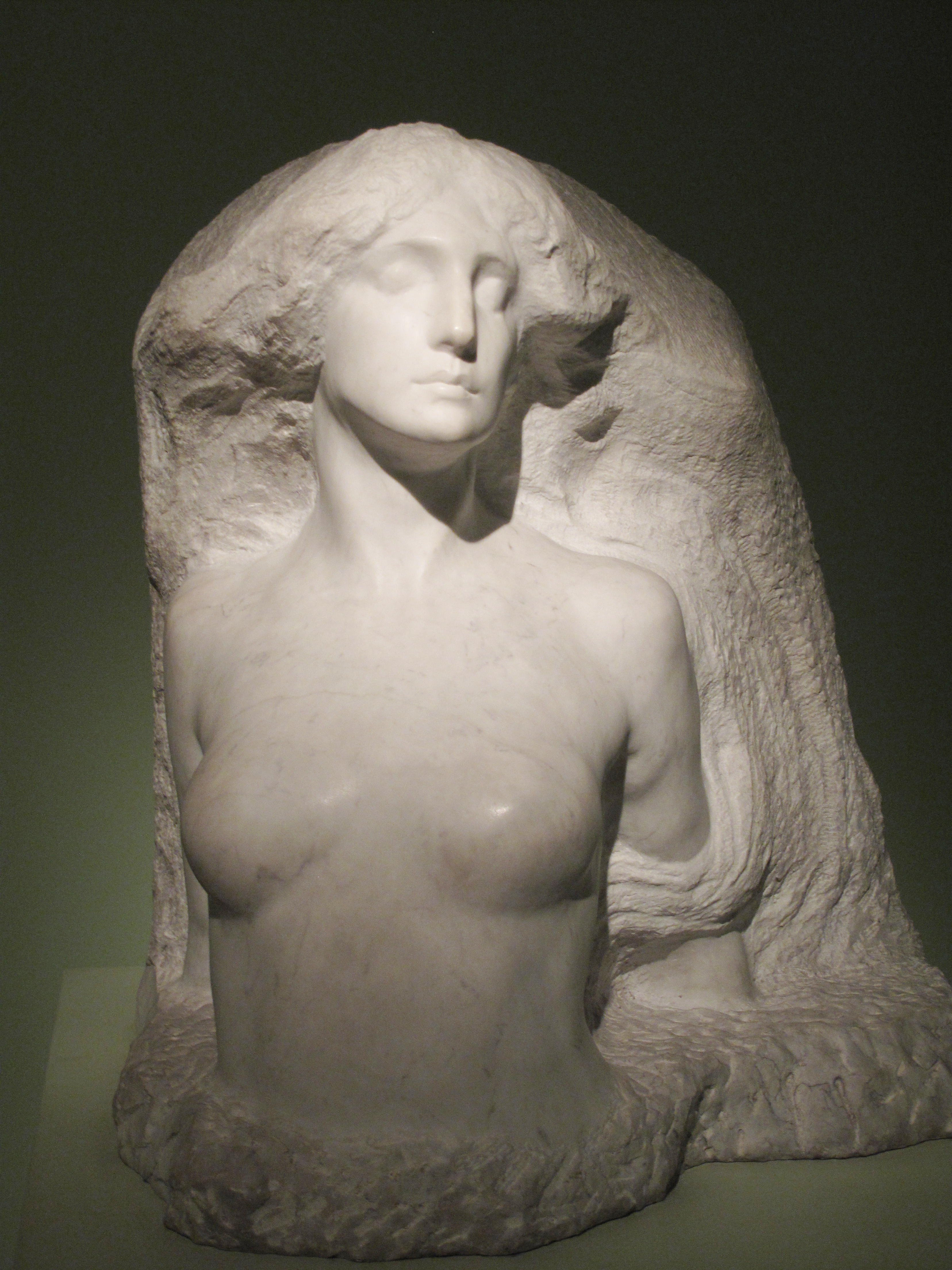
La belleza de la montaña. Escultura sobre mármol 83 x 75,5 x 50 cm. En Museo Nacional de Bellas Artes

En 1893 se casó con Mary Gusberti. Desde 1892 hasta 1894 decoró la XVI capilla del Sacro Monte di Crea Entre 1892 y 1908 también trabajó en varios monumentos funerarios (estatuas y relieves), incluyendo la placa funeraria para Andre Glades en Ginebra y el monumento fúnebre de Sebastiano Grandis en Borgo San Dalmazzo, la tumba del senador Federico Rosazza y la Esfinge para la tumba Pansa di Cuneo de 1892, verdadero comienzo de su simbolismo poético, cuya realización fue seguida por los amigos artistas y escritores casi como una revelación. En resumen Bistolfi se convirtió en un poco a su pesar en el «Poeta de la Muerte» debido a sus temas recurrentes, todos marcados por una actitud sensible de la contemplación del momento «del paso fatal». Cuentan en la evolución de estas ideas, aunque siempre con el positivismo de Turín, especialmente en el ámbito cultural se reunieron alrededor de la figura de Cesare Lombroso. Era tan popular entre los intelectuales de Turín también una simpatía por el movimiento socialista, el socialismo «de los profesores», como lo define Paolo Spriano, Bistolfi se encontró perfectamente en ese mundo, pasando por el idealismo del arte y la política obras concretas de paternalismo y la filantropía según un modelo fabiano. Un ejemplo típico de este proceso fue Giovanni Cena, un amigo cercano de Bistolfi, y realizador del trámite principal para que a la llegada a Turín en 1901 del gran escultor parisino Auguste Rodin fuera a visitar el estudio del maestro casalese. Bistolfi fundó en 1902 con Calandra, Ceragioli, Enrico Reycend y Enrico Thovez, la revista El arte decorativo moderno. Participó en la primera edición de la Bienal de Venecia y en otras cinco ediciones entre 1895 y 1905. 
Murió en La Loggia, cerca de Turín, 2 de septiembre de 1933 y fue enterrado en el cementerio de Casale Monferrato.
Sus obras se pueden admirar en La Loggia, el Museo de Orsay en París, el Museo Nacional de Arte Occidental en Tokio, la Galleria d'Arte Moderna de Turín, Museo Nacional de Bellas Artes Buenos Aires. Argentina
Más de 170 obras están expuestas en la Gipsoteca Leonardo Bistolfi de Casale Monferrato. En cinco salas muestran la cerámica de diseño, dibujos, bocetos, modelos de yeso y unos cuantos mármoles y bronces.
Sus obras también están presentes en la capilla de Bricherasio en Fubine y el cementerio monumental Staglieno en Génova, donde ha influido su obra, en un modo operativo especial en pequeños escultores funerarios.